# 青川郡
青川郡（あおかわぐん、あおかわのこおり）は、かつて備中国にあった郡である。

## 概要
中世の時代に備中国内にあったとされる郡である。
紀伝体歴史物語として知られる『大鏡』の裏書に記載がある。しかし、その前後の時代には青川郡の名を記す文献などは発見されていない。
また、備中のどのあたりの位置に存在していたかも不明である。
そのため、同国内の阿賀郡（英賀郡）あるいは小田郡の誤表記であるとする説もある。